# Odai Al-Saify
Odai Jusef Ismail Al-Saify (ur. 26 maja 1986 w Ammanie) – jordański piłkarz, grający na pozycji napastnika w klubie Al Qadsia.

## Kariera klubowa
Odai Al-Saify rozpoczął swoją zawodową karierę w 2006 roku w klubie Shabab Al-Ordon Al-Qadisiya. Z Shabab zdobył Puchar Jordanii, Superpuchar Jordanii w 2007 oraz AFC Cup w 2008. Pierwszą część 2009 spędził na wypożyczeniu w emirackim klubie Al Dhafra. W 2009 został kupiony przez grecki klub Skoda Ksanti.
W Skodzie zadebiutował 22 sierpnia 2009 w zremisowanym 1-1 meczu z PAS Janina. Al-Saify nie zdołał wywalczyć miejsca w podstawowym składzie Skody i zdążył rozegrać tylko sześć meczów ligowych (ostatni raz 28 marca 2010 w zremisowanym 0-0 wyjazdowym meczu z Olympiakosem Pireus).  Latem 2010 Al-Saify został sprzedany do cypryjskiego klubu Alki Larnaka. W barwach Alki zadebiutował 29 sierpnia 2010 w przegranym 2-3 meczu z Anorthosisem Famagusta. W 2011 przeszedł do Al Salmiya.

## Kariera reprezentacyjna
W reprezentacji Jordanii Al-Saify zadebiutował w 2007 roku. W 2008 roku uczestniczył w eliminacjach Mistrzostw Świata 2010. W 2011 został powołany na Puchar Azji. Dotychczas rozegrał w reprezentacji 29 spotkań i strzelił 1 bramkę.